# Chloroceryle
Chloroceryle là một chi chim trong họ Alcedinidae.
Chi này gồm có các loài bản địa xứ nhiệt đới Trung và Nam Mỹ, với một loài mở rộng về phía bắc đến phía nam Texas.

## Hình ảnh

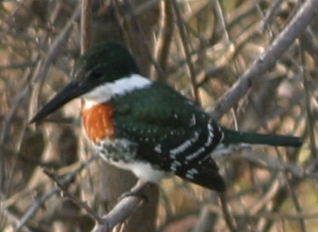
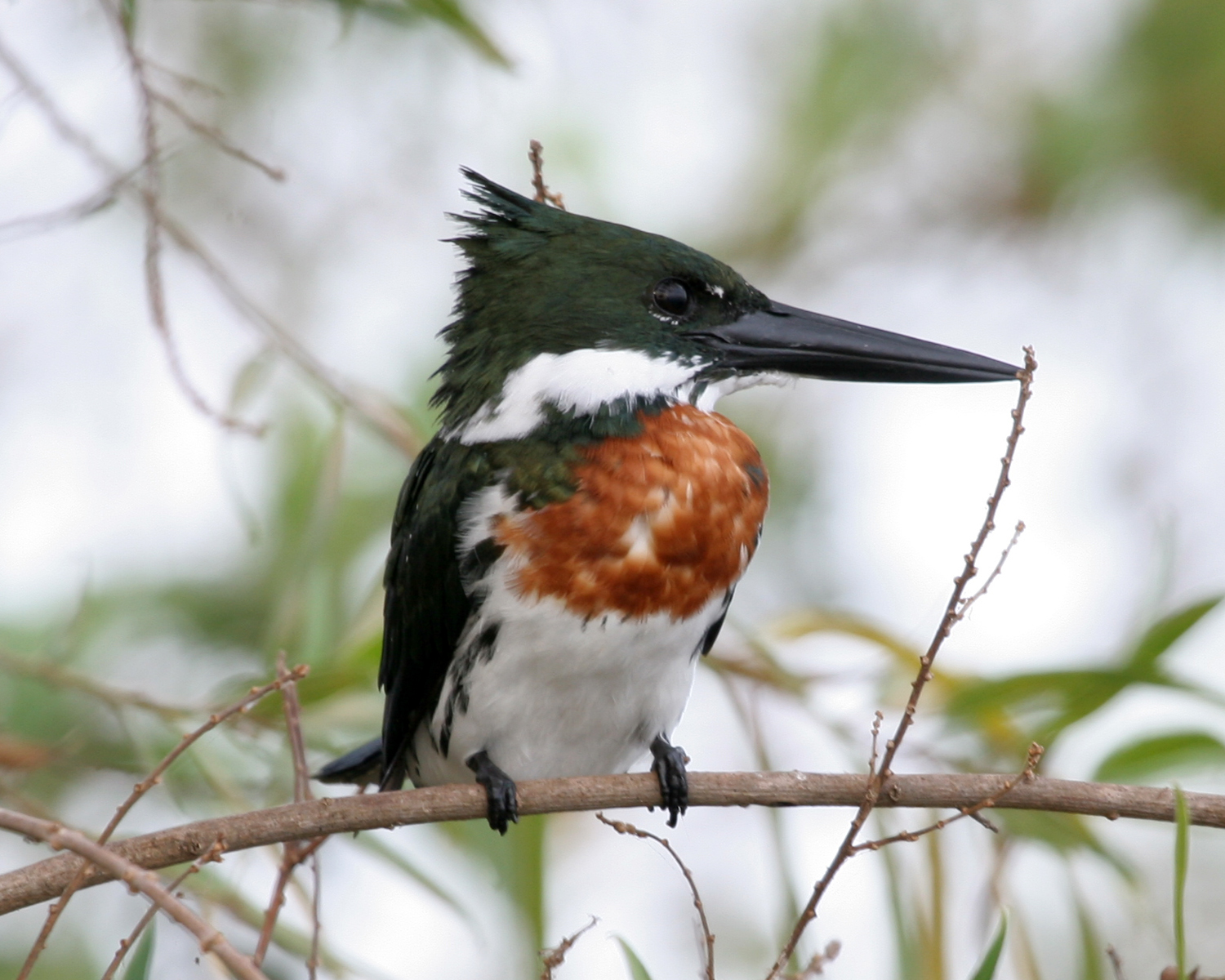
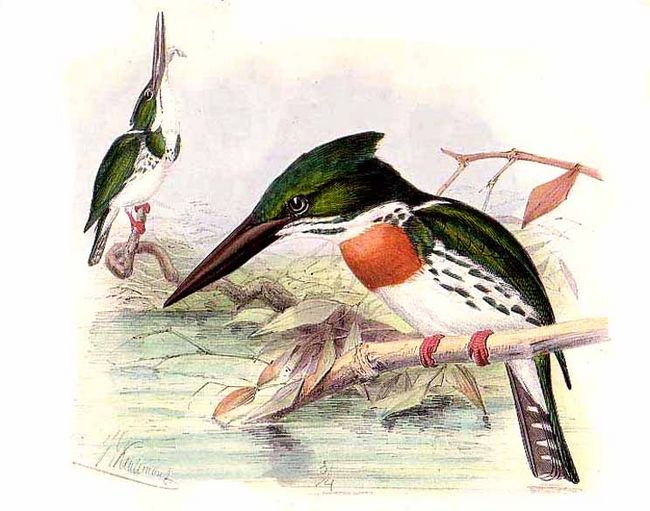
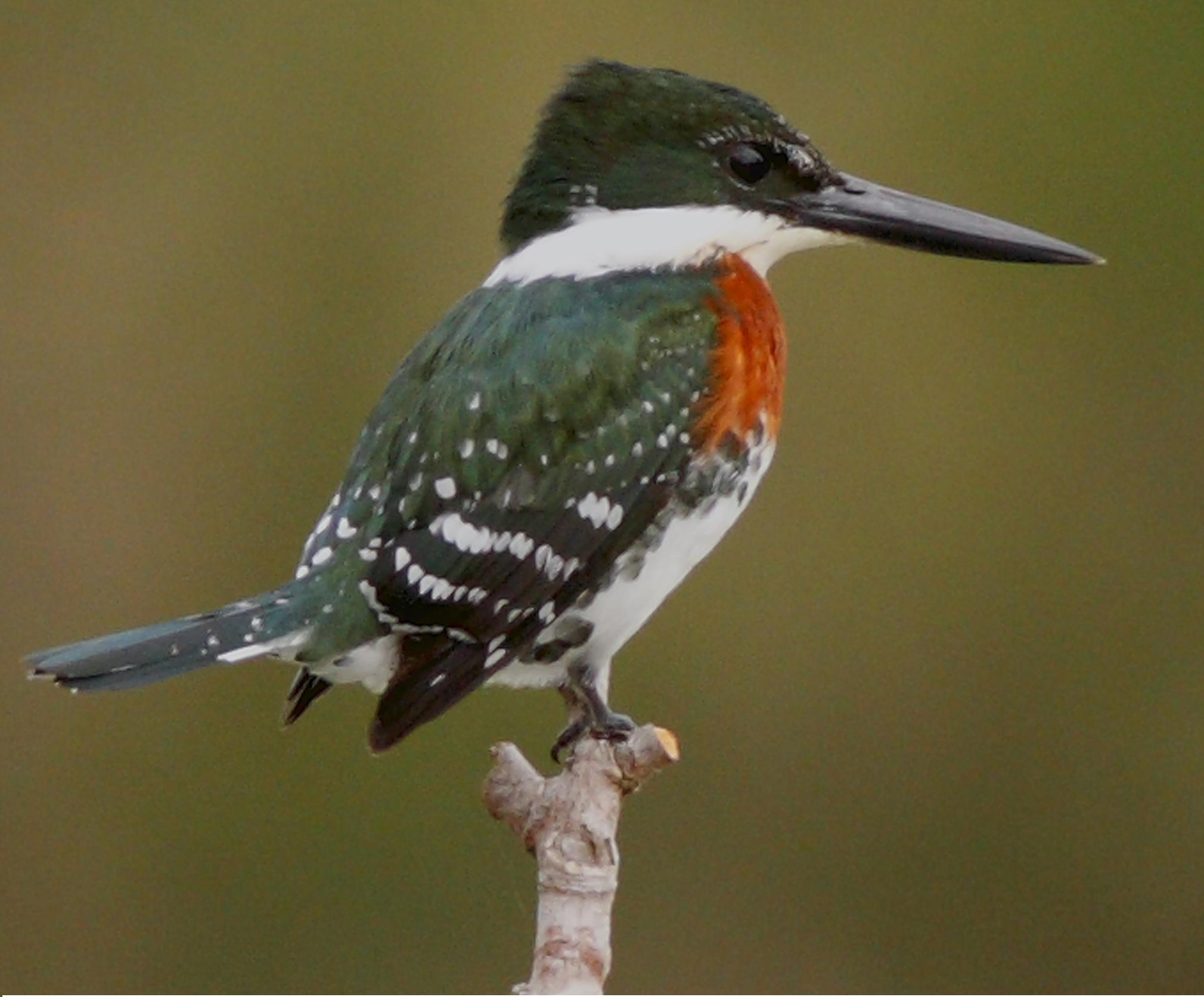
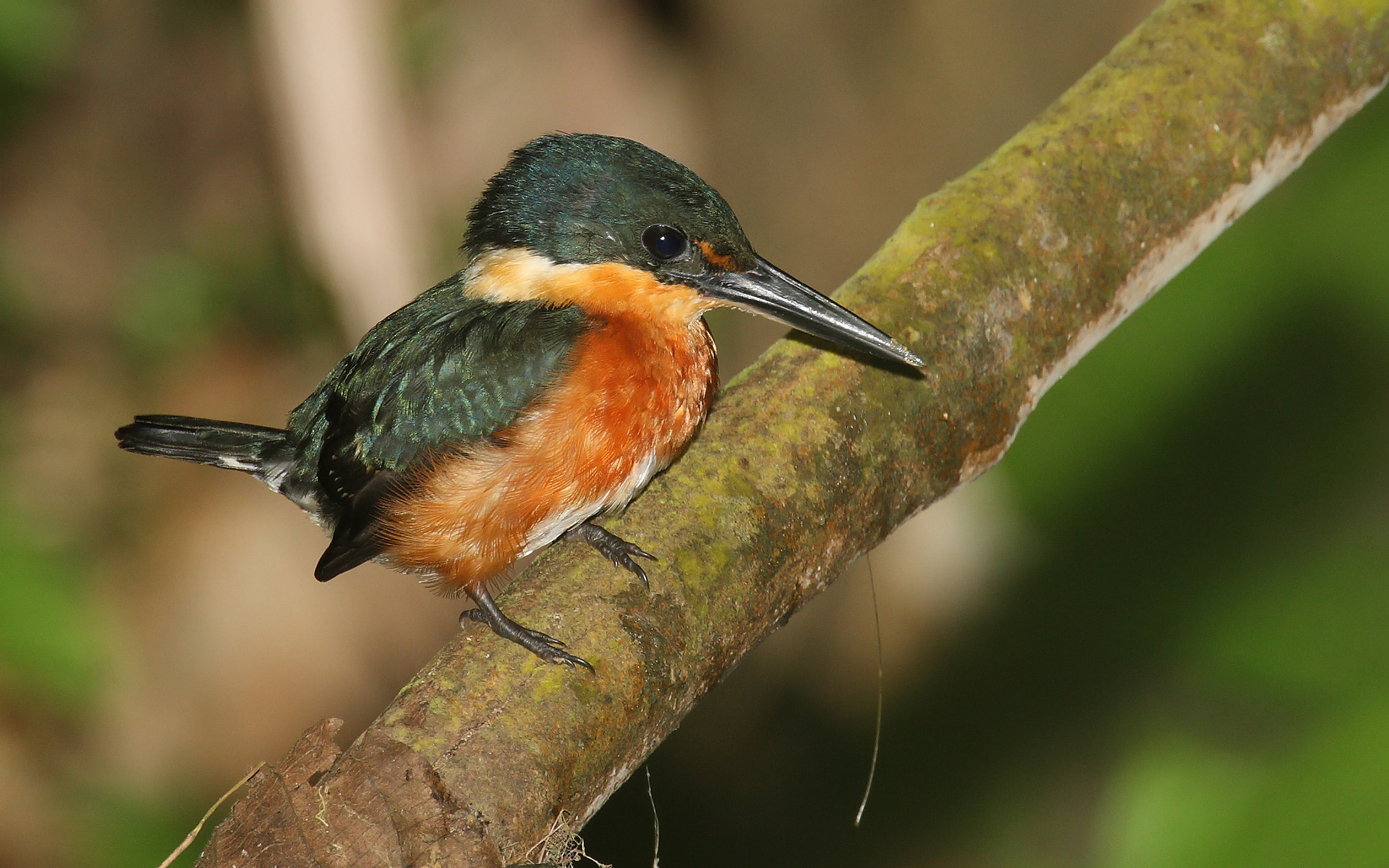
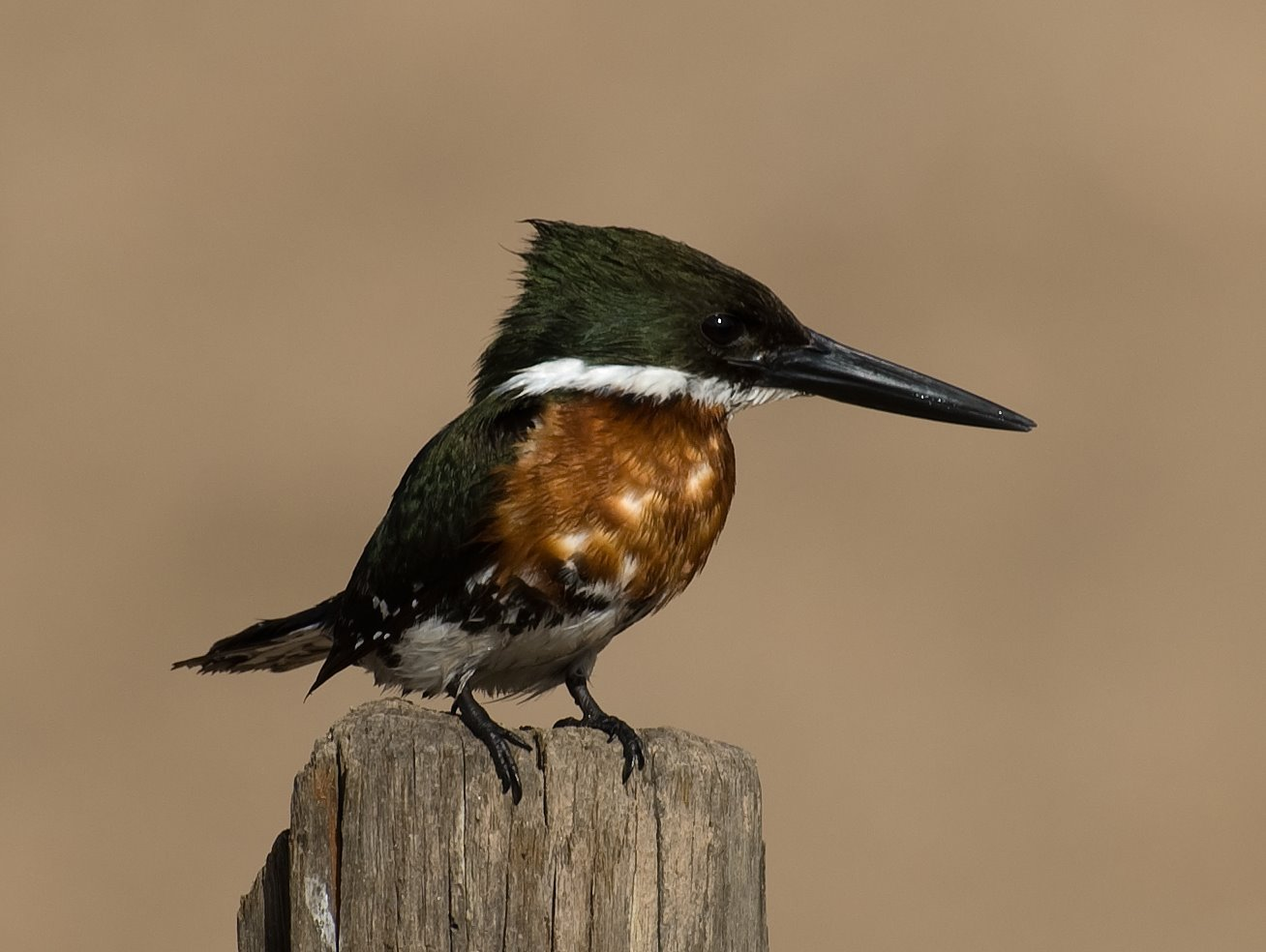
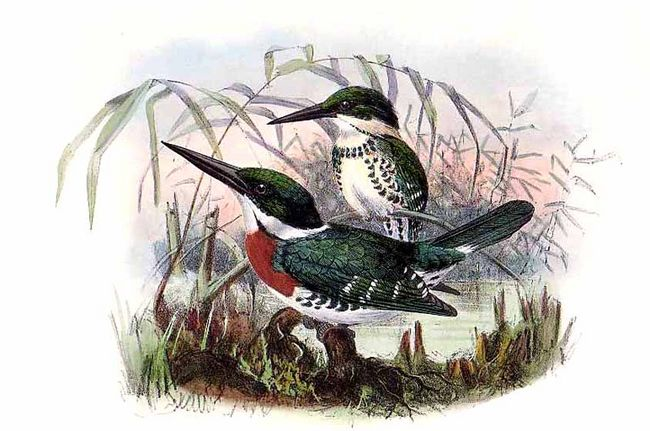

## Các loài
Chi này gồm bốn loài:
- Chloroceryle amazona
- Chloroceryle americana
- Chloroceryle inda
- Chloroceryle aenea